# Golf de Morfontaine
Le golf de Morfontaine a été créé le 15 octobre 1913 par Armand de Gramont, Duc de Guiche sur un ancien terrain de polo du parc de Vallière sur la commune de Mortefontaine (Oise), située à huit kilomètres à l'ouest d'Ermenonville. 

## Aperçu
Il s'agit d'un club privé, son accès est limité à ses membres et à leurs invités. Tom Simpson dessina le 9 trous (Vallière) et le "Grand Parcours" de 18 trous qui fut inauguré le 9 octobre par Simone Thion de la Chaume sur une superficie de 155 hectares. Le parcours avait pour avantage de présenter des obstacles naturels d´une grande variété. Dès le départ fut constitué un comité sous la présidence du Duc de Gramont avec entre autres membres principaux : MM Aublin, Balezeaux, Boucheron, Raoul de La Poeze marquis d´Harambure, le marquis de La Borde, le comte de Saint Sauveur, le baron de Rothschild, MM Vagliano, Delagrave et Weinbach. La première contribution des donateurs fut de 1 500 000 francs de l´époque.
En 1927, le golf devient une association sportive. Des personnalités comme l'Aga Khan ou les rois Léopold III de Belgique et Alphonse XIII d'Espagne sont venus y jouer.
De nos jours, il s'agit toujours d'un lieu de sociabilité de la haute société, l'un des rares golfs à être situé aussi près d'une capitale européenne (45 km de Paris). Il compte 450 membres et l'entrée y est sélective : il faut avoir deux parrains, présenter un dossier ainsi qu'une approbation par le comité. Il y a également sur le site un club-house.